# Chris Hanley
Chris Hanley je americký filmový producent. Studoval literaturu a filozofii na Amherst College a rovněž byl vzděláván na Kolumbijské a Oxfordské univerzitě. Svou kariéru zahájil nejprve v hudebním průmyslu, konkrétně ve firmě Intergalactic Music, která se věnovala prodeji kytar. Počátkem osmdesátých let společnost otevřela vlastní nahrávací studio. Počínaje rokem 1984 působil ve společnosti Rock Video International, která se věnovala licencování videoklipů z MTV do ostatních zemí, například do Japonska či zemí v tehdejším evropském Východním bloku. V roce 1987 založil firmu Art Associates, která se věnovala prodeji uměleckých děl například od Andyho Warhola, Roye Lichtensteina a Jaspera Johnse. V roce 1991 založil filmovou společnost Muse Productions. Jako producent se podílel například na filmech Můj nejmilejší bar (1996), Americké psycho (2000) a Veronika se rozhodla zemřít (2009). V roce 2015 byl obviněn z použití peněz, které byly určeny pro film, k jinému účelu.